# Großer Garten
Großer Garten – park w Dreźnie w stylu barokowym. Jest obecnie największym parkiem w mieście. Założony został w roku 1676 z inicjatywy księcia Saksonii Jana Jerzego III Wettyna.
Park był wielokrotnie powiększany i zajmuje dzisiaj obszar około 1,47 km². W centrum parku znajduje się jego najważniejsza budowla – pałac powstały według projektu Johanna Georga Starcke około 1680 roku. Park Großer Garten był przearanżowywany w ciągu swej ponad 300-letniej historii wielokrotnie, co spowodowało, iż jego pierwotne barokowe założenie jest co prawda do dziś rozpoznawalne, jednakże nie można parku określać już mianem klasycznego ogrodu francuskiego.
Na obrzeżach parku znajduje się ogród zoologiczny i ogród botaniczny oraz Szklana Manufaktura Volkswagena.